# 欧姆定律

歐姆定律的參數是。

在電路學裡，欧姆定律（英語：Ohm's law）表明：定溫下，电导体两端的电壓 {\displaystyle V}与通过电导体的电流 {\displaystyle I} 成正比。数学表达式为：
{\displaystyle V\propto I}
因此，對於任意电导体（電路、電路元件、甚至電阻器），電阻 {\displaystyle R} 可定義為此正比关系的比例常数：
{\displaystyle R\ {\stackrel {def}{=}}\ {\frac {V}{I}}}
且可得到下列方程式：
{\displaystyle V=IR}
不論電流、電壓為何，電阻定義均為電壓除以電流。此外，任何电导体都有电阻，即使超导体在一般温度下也具有微小的电阻。
然而並不是每一種元件都遵守歐姆定律，此定律是經過多次實驗而推斷的法則，只有在理想狀況下，才會成立。凡是遵守歐姆定律的元件或電路都稱為「歐姆元件」或「歐姆電路」或「歐姆式導體」，其電阻與電流、電壓的變動無關；不遵守歐姆定律的元件或電路稱為「非歐姆元件」或「非歐姆電路」或「非歐姆式導體」，其電阻可能會與電流、電壓的變動有關。
歐姆定律是因德國物理學家格奧爾格·歐姆命名。於1827年，在他發表的一本通論《直流電路的數學研究》（The galvanic Circuit investigated mathematically）裏，他詳細的論述簡單電路兩端的電壓與流動於電路的電流之間的關係。他所論述的關係比較複雜，稍後會有更詳細說明。上述方程式乃是歐姆定律的現代版本。
對於電阻物質或導電物質，歐姆定律可以推廣為：
{\displaystyle \mathbf {E} =\rho \mathbf {J} }
{\displaystyle \mathbf {J} =\sigma \mathbf {E} }
其中，{\displaystyle \mathbf {E} }是電場，{\displaystyle \mathbf {J} }是物質的電流密度，{\displaystyle \rho }是物質的電阻率，{\displaystyle \sigma =1/\rho }是物質的電導率。
遵守歐姆定律的物質，稱為「歐姆物質」，其電阻率{\displaystyle \rho }和電導率{\displaystyle \sigma }與電流密度、電場無關。

## 歷史

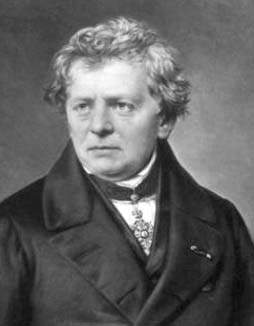
格奧爾格·歐姆。

早於1753年，意大利物理學家喬凡尼·貝卡立亞就在研究物質的導電性質。他在電路裏加裝了盛滿了水的玻璃管。當開啟電路後，發現玻璃管的截面面積越大，電流的放電強度越大。
英國物理學家亨利·卡文迪什也曾做過很多實驗，研究電動勢、電流、電阻之間的關係。他使用萊頓瓶為電流源，將電流通過在各種尺寸的玻璃試管裏盛裝的鹽溶液，靠著調整鹽溶液的高度，他可以控制放電強度。卡文迪什把自己身體當作一台生理檢流計，從親身體驗被電擊後的感覺，來估計電流的放電強度。他又選擇出一個裝滿鹽溶液的玻璃試管為標準，然後比較標準放電與試樣放電，按照放電強度的大小來估計它們的電阻。這樣，他可以定量地描述每一種試樣。於1781年1月，他記錄在筆記裏，電流與電動勢成正比。但是，他並沒有將這些珍貴的實驗結果告訴任何科學家。一直到馬克士威於1879年替他編輯注釋為著作《卡文迪什的電學研究》（The electrical researches of the Honourable Henry Cavendish）後，才見諸世面。注意到卡文迪什使用的儀器相當原始粗陋，靠身體感覺很難做出精準的測量，萊頓瓶並不是穩定電流源。所以，學術界認為這耽擱了近百年的實驗結果並不足以證實歐姆定律。
從1825年到1826年之間，歐姆做了很多關於電阻的實驗。於1827年，他將得到的結果一同發表在著作《直流電路的數學研究》（The galvanic Circuit investigated mathematically）裏。他從傅立葉對於熱傳導的研究得到了相當多的靈感，借用了很多傅立葉的點子來論述自己的結果。
歐姆是一位優秀的實驗者，很會設計與製造實驗設備，又具有精湛的數學修養與嚴謹的敬業態度。剛開始，他使用伏打電堆為電源，用安裝於扭秤（torsion balance）的磁針來測量電流的磁場力。載流導線的電流所產生的磁場與電流成正比，只要測量在載流導線附近的磁針所感受到的磁場力，就可以知道電流。他將電流通過不同長度的檢驗電線；由於長度不同，電阻也不同。歐姆仔細分析實驗結果，得到經驗方程式

{\displaystyle \Delta I=m\ln \left(1+{\frac {x}{a}}\right)}
其中，{\displaystyle \Delta I}是檢驗電線造成的電流差值，{\displaystyle m}是跟實驗參數有關的係數，{\displaystyle x}是檢驗電線的長度，{\displaystyle a}是跟固定長度的載流導線有關的常數。

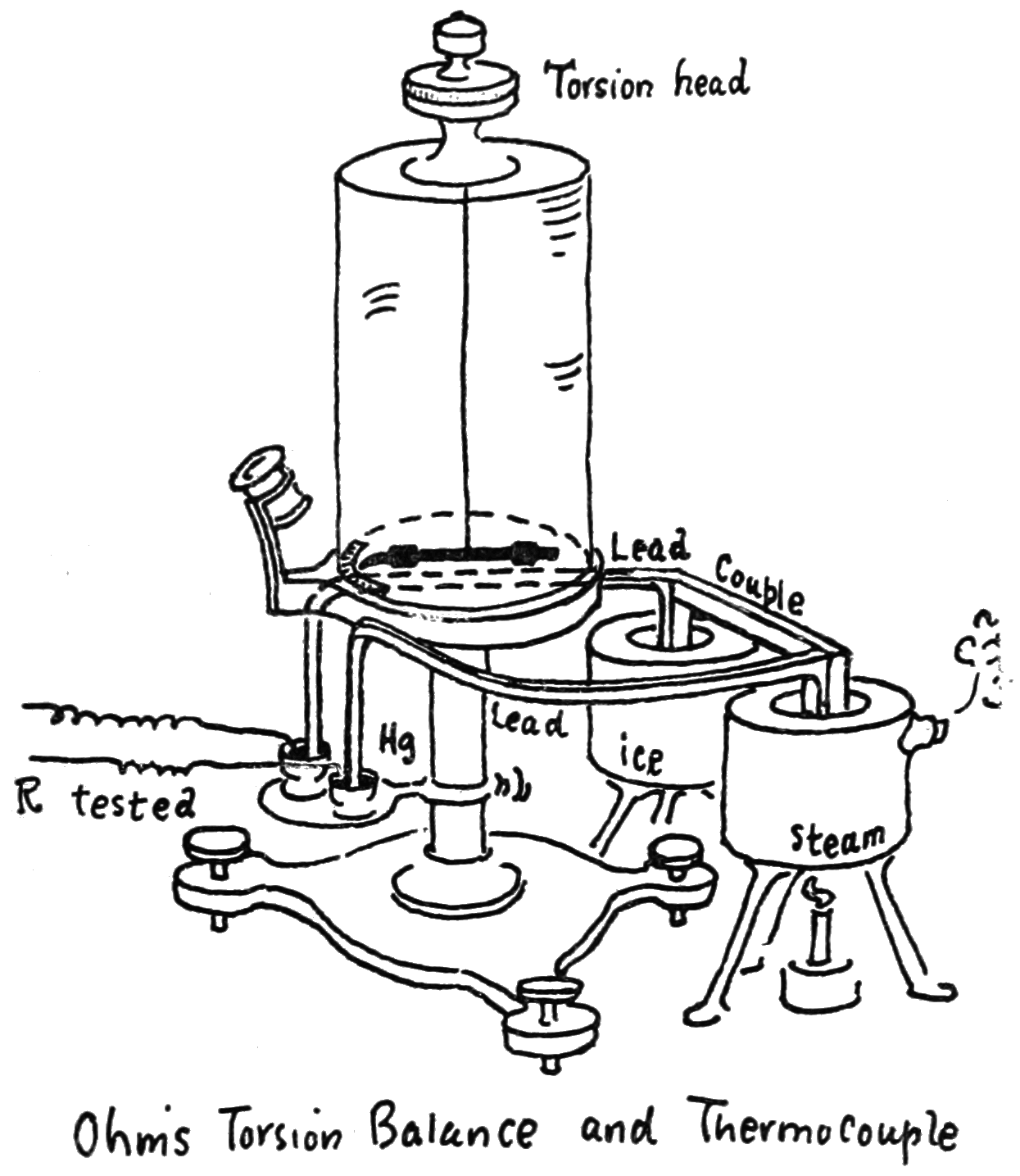
歐姆的實驗設備。由於溫差，熱電偶會產生電動勢，促成電流流動於電阻電路。這電流又會產生磁場，使得固定於扭秤的磁針偏轉。從讀取磁針偏轉的角度，就可以知道電流。

歐姆很快地就覺得這方程式不太對勁。大約三年前，湯瑪斯·澤貝克發明使用熱電偶為電源。這種電源比伏打電源穩定。採納《物理與化學年鑑》的總編輯約翰·波根多夫（Johann poggendorff）的建議，歐姆改用熱電偶為電源，將實驗重做一遍，得到經驗方程式：
{\displaystyle X={\frac {a}{b+x}}}
其中，{\displaystyle X}是扭秤讀值，{\displaystyle a}是跟電動勢有關的常數，{\displaystyle b}是跟內部電阻有關的常數，{\displaystyle x}是檢驗電線的長度。
仔細詮釋這些變量，將{\displaystyle X}、{\displaystyle a}、{\displaystyle b}、{\displaystyle x}分別詮釋為電流{\displaystyle I}、電壓{\displaystyle V}、內部電阻{\displaystyle r}、檢驗電阻{\displaystyle R_{x}}，那麼，假定總電阻{\displaystyle R}為{\displaystyle r+R_{x}}則經驗方程式變為歐姆定律的現代方程式版本：
{\displaystyle I={\frac {V}{R}}}
歐姆定律可能是早期電學史最重要的定量理論。但是，當歐姆最初發表他的結果時，很多學術界同仁都激烈地批評反對他的理論。德國教育部長指責：「鼓吹這種異端邪說的教授不配教導科學。」物理教授格奧爾格·魄爾（Georg Pohl）這樣批評歐姆的著作：「以崇高眼光仰看這世界的人士，必須遠離這本無可救藥、妄生穿鑿的謬書，其唯一目的乃是徹底詆毀大自然的尊嚴。」。那時候，德國正盛行的黑格爾哲學認為，因為大自然井井有序，而且只要經過合理推論就可獲得科學真理，所以，並不需要靠做實驗來了解大自然。歐姆的實驗方法可能引起了黑格爾門徒的強烈反感。
1839年，法國物理學家，克勞德·普雷特（Claude Pouillet）確定歐姆的實驗結果。同時，歐姆成為柏林科學院的院士。在英國，查爾斯·惠斯通又重新核對了歐姆的實驗結果。1841年，歐姆被選為皇家學會的外籍會員。1852年，歐姆榮膺為慕尼黑大學的物理學系主任。
於1920年，物理學家發現，通過理想電阻器的電流會出現統計漲落，雖然當電壓和電阻為常數時，統計漲落會跟溫度有關。這種漲落稱為詹森-奈奎斯特噪音（Johnson–Nyquist noise），是因為電荷的離散秉性而產生的現像。這熱效應意味著，假若取樣的時間間隔足夠短暫，電流或電壓的測值，其比例跟時間平均比例或系綜平均（ensemble average）比例相比較，會出現漲落；也就是說，每一個電阻{\displaystyle R}的取樣值，跟{\displaystyle R}的時間平均或系綜平均相比較，會出現漲落。對於普通電阻物質案例，經過平均程序後，歐姆定律仍舊正確無誤。
歐姆對於電阻的研究在馬克士威方程組出現之前很久，那時科學家對於交流電路的頻率相關效應也不了解。但是，在適當範圍內，現代電磁理論與現代電路理論並沒有發現任何與歐姆定律相悖之處。

## 水力學類比
歐姆定律可以用水力學類比（hydraulic analogy）來描述。測量單位為帕斯卡的水壓，可以類比為電壓。在一根水管裏，由於任意兩點之間的水壓差會造成水流，水的流速（單位是公升每秒），可以類比為電流（單位是庫侖每秒）。「流量限制器」是安裝於水管與水管之間控制流量的閥門，可以類比為電阻器。通過流量限制器的水流流量，跟流量限制器兩端的水壓成正比，類似地，通過電阻器的電荷流量（電流），跟電阻器兩端的電壓成正比。這正是歐姆定律的論述。
流體流動網路的流量和流壓可以用水力學類比方法來計算。這方法可以應用於穩定流和暫態流（transient flow）。對於線性層流，泊肅葉定律（Poiseuille's law）描述水管的水阻，但是對於湍流，流壓-流量關係變為非線性。

## 熱力學類比
設定電導體的電導率與兩端的電壓，歐姆定律可以預測出通過這電導體的電流密度。類似地，設定熱導體的熱導率與兩端的溫差，約瑟夫·傅立葉的熱傳導定律可以預測通過這熱導體的熱流。同樣的方程式形式可以描述這兩種現象。對於每一種案例，方程式的變量有不同的意義。具體而言，歐姆定律的方程式為：
{\displaystyle \mathbf {J} =-\sigma \nabla V}
而熱傳導定律的方程式為：
{\displaystyle {\boldsymbol {\Gamma }}=-k\nabla T}
其中，{\displaystyle {\boldsymbol {\Gamma }}}是熱通量（heat flux），{\displaystyle k}是導熱體的熱導率，{\displaystyle T}是溫度。
思考參數為溫度、熱導率與熱通量的熱傳導問體，和參數為電壓、電導率與電流密度的電傳導問體。這兩個問題相互等價。假若能夠解析一個熱傳導問體，則也能夠解析電傳導問題；反之亦然。

## 電路分析
在電路學裏，電阻器（歐姆電阻器）是一種電路元件，其電阻與電壓、電流無關。電阻器可以按照歐姆定律阻抗電荷的通過。每一個電阻器都有其設計製成的電阻{\displaystyle R}。更嚴格地說，電阻器是在某操作域內遵守歐姆定律的電路元件；歐姆定律和唯一電阻值足夠描述這元件在相關操作域的行為。

### 串聯電阻電路

個電阻器串聯形成的電路。

串联电阻的总电阻等於各個电阻之和，以方程式表示，
{\displaystyle R_{\mathrm {total} }=R_{1}+R_{2}+\cdots +R_{n}}
其中，{\displaystyle R_{n}}是第{\displaystyle n}個電阻，{\displaystyle R_{\mathrm {total} }}是總電阻。
假設在電路兩端的電壓為{\displaystyle V}，則通過的电流為{\displaystyle I={V}/{R_{total}}}。假設每一個電阻器都遵守歐姆定律，則這電路是電阻為{\displaystyle R_{\mathrm {total} }}的歐姆電路。

### 並聯電阻電路

個電阻器並聯形成的電路。

相互并联的电阻，其总电阻的倒数等於其每个电阻的倒数和，以方程式表示：
{\displaystyle {1 \over R_{\mathrm {total} }}={1 \over R_{1}}+{1 \over R_{2}}+\cdots +{1 \over R_{n}}}
假設在電路兩端的電壓為{\displaystyle V}，則通過的电流為{\displaystyle I={V}/{R_{total}}}。假設每一個電阻器都遵守歐姆定律，則這電路是電阻為{\displaystyle R_{\mathrm {total} }}的歐姆電路。

### 週期性激發
電容器、電感器、傳輸線等等，都是電路的電抗元件。假設施加週期性電壓或週期性電流於含有電抗元件的電路，則電壓與電流之間的關係式變成微分方程式。因為歐姆定律的方程式只涉及實值的電阻，不涉及可能含有電容或電感的複值阻抗，所以，前面闡述的歐姆定律不能直接應用於這狀況。             
最基本的週期性激發，像正弦激發或餘弦激發，都可以用指數函數來表達：
{\displaystyle \sin {\omega t}={\frac {1}{2j}}(e^{j\omega t}-e^{-j\omega t})}
{\displaystyle \cos {\omega t}={\frac {1}{2}}(e^{j\omega t}+e^{-j\omega t})}
其中，{\displaystyle j}是虛數單位，{\displaystyle \omega }是實值角頻率，{\displaystyle t}是時間。
假設週期性激發為單頻率正弦激發，其角頻率為{\displaystyle \omega }。電阻為{\displaystyle R}的電阻器，其阻抗{\displaystyle {Z}}為：
{\displaystyle {Z}=R}
電感為{\displaystyle L}的電感器，其阻抗為：
{\displaystyle {Z}=j\omega L}
電容為{\displaystyle C}的電容器，其阻抗為：
{\displaystyle {Z}=1/j\omega C}
電壓{\displaystyle {V}}與電流{\displaystyle {I}}的關係式為：
{\displaystyle {V}={I}{Z}}
注意到將阻抗{\displaystyle {Z}}替代電阻{\displaystyle R}，就可以得到這歐姆定律方程式的推廣。只有{\displaystyle {Z}}的實值部分會造成熱能的耗散。
對於這系統，電流和電壓的複值波形式分別為：
{\displaystyle {I}={I}_{0}e^{j\omega t}}
{\displaystyle {V}={V}_{0}e^{j\omega t}}
電流和電壓的實值部分{\displaystyle real({I})}、{\displaystyle real({V})}分別描述這電路的真實正弦電流和正弦電壓。由於{\displaystyle {I}_{0}}、{\displaystyle {V}_{0}}都是不同的複值純量，電流和電壓的相位可能會不一樣。
週期性激發可以傅立葉分解為不同角頻率的正弦函數激發。對於每一個角頻率的正弦函數激發，可以使用上述方法來計算響應。然後，將所有響應總和起來，就可以得到解答。

### 線性近似

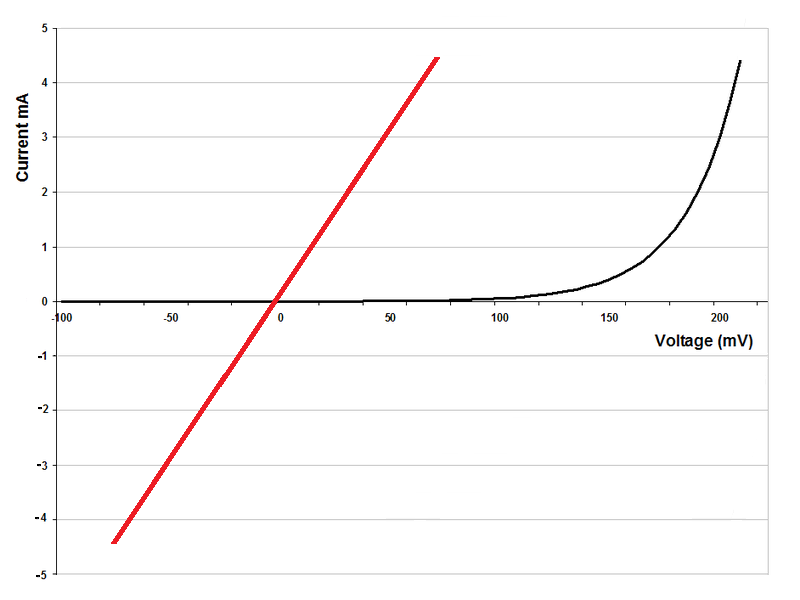
電流對電壓線圖。理想電阻器和PN接面二極體的V-I線分別以紅色和黑色顯示。

歐姆定律是電路分析（circuit analysis）使用的幾個基本方程式之一。它可以應用於金屬導電體或特別為這行為所製備的電阻器。在電機工程學裏，這些東西無所不在。遵守歐姆定律的物質或元件稱為「歐姆物質」或「歐姆元件」。理論上，不論施加的電壓或電流、不論是直流或交流、不論是正極或負極，它們的電阻都不變。
但是，有些電路元件不遵守歐姆定律，它們的電壓與電流之間的關係（V-I線）乃非線性關係。PN接面二極體是一個顯明範例。如右圖所示，隨著二極體兩端電壓的遞增，電流並沒有線性遞增。給定外電壓，可以用V-I線來估計電流，而不能用歐姆定律來計算電流，因為電阻會因為電壓的不同而改變。另外，只有當外電壓為正值時，電流才會顯著地遞增；當施加的電壓為負值時，電流等於零。對於這類元件，V-I線的斜率{\displaystyle {\mathfrak {r}}}，稱為「小信號電阻」（small-signal resistance）、「增量電阻」（incremental resistance）或「動態電阻」（dynamic resistance），定義為
{\displaystyle {\mathfrak {r}}\ {\stackrel {def}{=}}\ {\frac {\mathrm {d} V}{\mathrm {d} I}}}
單位也是歐姆，是很重要的電阻量，適用於計算非歐姆元件的電性。

## 溫度效應
詹姆斯·馬克士威詮釋歐姆定律為，處於某狀態的導電體，其電動勢與產生的電流成正比。因此，電動勢與電流的比例，即電阻，不會隨著電流而改變。在這裡，電動勢就是導電體兩端的電壓。參考這句引述的上下文，修飾語「處於某狀態」，詮釋為處於常溫狀態，這是因為物質的電阻率通常跟溫度有關。根據焦耳定律，導電體的焦耳加熱（Joule heating）與電流有關，當傳導電流於導電體時，導電體的溫度會改變。電阻對於溫度的相關性，使得在典型實驗裏，電阻跟電流有關，從而很不容易直接核對這形式的歐姆定律。於1876年，馬克士威與同事，共同設計出幾種測試歐姆定律的實驗方法，能夠特別凸顯出導電體對於加熱效應的響應。

## 其它版本的歐姆定律
在電機工程學和電子工程學裏，歐姆定律妙用無窮，因為它能夠在宏觀層次表達電壓與電流之間的關係，即電路元件兩端的電壓與通過的電流之間的關係。在物理學裏，對於物質的微觀層次電性質研究，會使用到的歐姆定律，以向量方程式表達為：
{\displaystyle \mathbf {E} =\rho \mathbf {J} }
{\displaystyle \mathbf {J} =\sigma \mathbf {E} }

處於均勻外電場的均勻截面導電體（例如，電線）。

在導體內任意兩點g、h，定義電壓為將單位電荷從點g移動到點h，電場力所需做的機械功：
{\displaystyle V_{gh}{\stackrel {def}{=}}\ {\frac {\mathrm {d} w}{\mathrm {d} q}}=\int _{g}^{h}{\mathbf {E} \cdot \mathrm {d} \mathbf {l} }=\rho \int _{g}^{h}{\mathbf {J} \cdot \mathrm {d} \mathbf {l} }}
其中，{\displaystyle V_{gh}}是電壓，{\displaystyle w}是機械功，{\displaystyle q}是電荷量，{\displaystyle \mathrm {d} \mathbf {l} }是微小線元素。
假設，沿著積分路徑，電流密度{\displaystyle \mathbf {J} =J{\hat {\mathbf {l} }}}為均勻電流密度，並且平行於微小線元素：
{\displaystyle \mathrm {d} \mathbf {l} =\mathrm {d} l{\hat {\mathbf {l} }}}
其中，{\displaystyle {\hat {\mathbf {l} }}}是積分路徑的單位向量。
那麼，可以得到電壓：
{\displaystyle V_{gh}=J\rho l}
其中，{\displaystyle l}是積分路徑的徑長。
假設導體具有均勻的電阻率，則通過導體的電流密度也是均勻的：
{\displaystyle J=I/a}
其中，{\displaystyle a}是導體的截面面積。
電壓{\displaystyle V_{gh}}簡寫為{\displaystyle V}。電壓與電流成正比：
{\displaystyle V=V_{gh}=I\rho l/a}
總結，電阻與電阻率的關係為：
{\displaystyle R=\rho l/a}
假設{\displaystyle J>0}，則{\displaystyle V>0}；將單位電荷從點g移動到點h，電場力需要作的機械功{\displaystyle w>0}。所以，點g的電勢比點h的電勢高，從點g到點h的電勢差為{\displaystyle -V}。從點g到點h，電壓降是{\displaystyle V}；從點h到點g，電壓升是{\displaystyle V}。
給予一個具有完美晶格的晶體，移動於這晶體的電子，其運動等價於移動於自由空間的具有有效質量（effective mass）的電子的運動。所以，假設熱運動足夠微小，週期性結構沒有偏差，則這晶體的電阻等於零。但是，真實晶體並不完美，時常會出現晶體缺陷（crystallographic defect），有些晶格點的原子可能不存在，可能會被雜質侵佔。這樣，晶格的週期性會被擾動，因而電子會發生散射。另外，假設溫度大於絕對溫度，則處於晶格點的原子會發生熱震動，會有熱震動的粒子，即聲子，移動於晶體。溫度越高，聲子越多。聲子會與電子發生碰撞，這過程稱為晶格散射（lattice scattering）。主要由於上述兩種散射，自由電子的流動會被阻礙，晶體因此具有有限電阻。
凝聚態物理學研究物質的性質，特別是其電子結構。在凝聚態物理學裏，歐姆定律更複雜、更廣義的方程式非常重要，屬於本構方程式（constitutive equation）與運輸係數理論（theory of transport coefficients）的範圍。

## 經典微觀表述

在德鲁德模型裏，電子（以藍色表示）不停地在固定不動的導電體離子（以紅色表示）之間移動與碰撞。假若施加電場於導電體，則電子的平均移動速度（稱為漂移速度）不等於零。電子的漂移速度方向與電場方向相反。

當施加外電場於導電體時，電流密度的響應，基本上是屬於量子力學性質。詳盡細節，請參閱經典與量子電導率（classical and quantum conductivity）。保羅·德鲁德於1900年研究出的德鲁德模型，可以用經典物理解釋歐姆定律，描述自由電子移動於金屬導電體的物理行為
。
在德鲁德模型裏，自由電子會不停地移動碰撞於固定不動、組成整個金屬導電體晶格的正價離子之間。金屬裏的每一個自由電子，感受到電場力的作用，會呈加速運動。但是每當自由電子與晶格發生碰撞，其動能會遭受損失，以熱能的形式將能量釋放給離子，所以，電子的平均移動速度是漂移速度，其漂移速度的方向與電場方向相反。
電子感受到的平均電場力{\displaystyle \mathbf {F} _{ave}}為：
{\displaystyle \mathbf {F} _{ave}=-e\mathbf {E} _{ave}}
其中，{\displaystyle \mathbf {E} _{ave}}是平均電場，{\displaystyle e}是單位電荷量。
德鲁德計算出漂移速度{\displaystyle \mathbf {v} _{d}}為：
{\displaystyle \mathbf {v} _{d}=-e\mathbf {E} _{ave}\tau /m}
其中，{\displaystyle \tau }是平均自由時間（mean free time），是碰撞之間的平均時間間隔，{\displaystyle m}是電子的質量。
在金屬裏，電荷載子為電子，所以電流密度與漂移速度的關係為：
{\displaystyle \mathbf {J} =-ne\mathbf {v} _{d}=ne^{2}\tau \mathbf {E} _{ave}/m}
其中，{\displaystyle n}是電子密度。
假設電場是均勻電場，{\displaystyle \mathbf {E} =\mathbf {E} _{ave}}，設定電阻率為：
{\displaystyle \rho ={\frac {m}{ne^{2}\tau }}}
則電場與電流密度的關係為：
{\displaystyle \mathbf {E} =\rho \mathbf {J} }
注意到漂移速率{\displaystyle v_{d}}超小於熱速率{\displaystyle v_{t}}，
{\displaystyle {\frac {1}{2}}mv_{t}^{2}={\frac {3}{2}}k_{B}T}
其中，{\displaystyle k_{B}}是波茲曼常數，{\displaystyle T}是溫度。
因此，平均自由時間與熱速率有關，與漂移速率無關，所以平均自由時間也與電流密度、電場無關。質量、電子密度、單位電荷，都與電流密度、電場無關。總結，電阻率與電流密度、電場無關。

### 磁效應
前面得到的答案只成立於導電體的參考系。在經典電磁學裏，假設處於磁場{\displaystyle \mathbf {B} }的導電體，以相對速度{\displaystyle \mathbf {v} _{0}}移動於磁場的參考系{\displaystyle {\mathcal {S}}}，則電子感受到的平均勞侖茲力{\displaystyle \mathbf {F} _{ave}}為：
{\displaystyle \mathbf {F} _{ave}=-e(\mathbf {E} _{ave}+\mathbf {v} _{0}\times \mathbf {B} _{ave})}
漂移速度{\displaystyle \mathbf {v} _{d}}為：
{\displaystyle \mathbf {v} _{d}=-e(\mathbf {E} _{ave}+\mathbf {v} _{0}\times \mathbf {B} _{ave})\tau /m}
電場與電流密度的關係為：
{\displaystyle \mathbf {J} =-ne\mathbf {v} _{d}=ne^{2}\tau (\mathbf {E} _{ave}+\mathbf {v} _{0}\times \mathbf {B} _{ave})/m}
所以，歐姆定律的形式推廣為：
{\displaystyle \mathbf {E} +\mathbf {v} \times \mathbf {B} =\rho \mathbf {J} }

## 常見錯誤
不少人會認為歐姆定律是在說明
{\displaystyle V=iR}
實際上，上式只是電阻的定義，而歐姆定律所主張的是任何物件都會滿足
{\displaystyle V\propto i}
是一個錯誤的主張。（僅對部分歐姆式導體正確）

## 參閱
- 薄膜電阻
- 菲克擴散定律
- 霍普金森定律（Hopkinson's law，靜磁學的歐姆定律）